# James Blinn
Pour les articles homonymes, voir Blinn.
James Blinn dit Jim Blinn, né en 1949, est un chercheur et informaticien américain spécialisé dans le domaine de l'infographie. 
En 1970, il reçoit un bachelor en physique et en système de communications. Il obtient plus tard un master de l'université du Michigan. En 1978, il décroche un doctorat en informatique à l'université de l'Utah.
Blinn fait partie des pionniers qui dans les années 1970 imaginèrent des solutions pour afficher des objets virtuels en 3D en tenant compte de la lumière et des matériaux. On lui doit entre autres la technique dite du bump mapping qui permet d'afficher de manière réaliste des surfaces rugueuses.
Il a rejoint la division division recherche de Microsoft en 1995.